# Porsche 911 GT2
Beim Porsche 911 GT2 handelt es sich um die Sportversion des Porsche 911 Turbo, analog zur Sportversion des 911 Carrera, die auf die Bezeichnung 911 GT3 hört. Im Vergleich zum 911 Turbo hat der GT2 reinen Heck- statt Allradantrieb und mehr Leistung sowie mehr Drehmoment. Zudem ist er in seiner Ausstattung stark komfortreduziert, wodurch sich das Leistungsgewicht verbessert und der GT2 somit fahrdynamischer ausgelegt ist als der Turbo.
Der indirekte Vorgänger des ersten 911 GT2 (Typ 993) war der Porsche 911 Turbo S-LeMans GT (Typ 964). Wie auch der GT2 war der Turbo S-LM GT eine Motorsportversion des Turbo, die durch Ausstattungsverzicht und Gewichtsoptimierung sowie ein überarbeitetes Fahrwerk und einen leistungsgesteigerten Motor bessere Fahrleistungen durch ein niedrigeres Leistungsgewicht bot.
Die Bezeichnung GT2 hat nur historisch mit dem gleichnamigen Motorsportreglement zu tun. Nach Veränderung des Reglements durch die FIA im Jahr 2000 hätte der 911 GT2 in der leistungsstärksten Kategorie starten müssen. Jedoch wurde für dieses Reglement vom 911 GT2 keine Motorsportversion entwickelt.  An Stelle des nun leistungsschwächeren GT2 homologierte Porsche den ohne Turbolader ausgerüsteten GT3. Von unterschiedlichen Fremdfirmen folgte nach 2000 einige Versuche, den GT2 in der leistungsstärkeren GT-Klasse aufzurüsten, konnten an die Ergebnisse der Rennversion des 993 GT2 nicht anknüpfen.

## Die GT2-Modelle des Typs 993

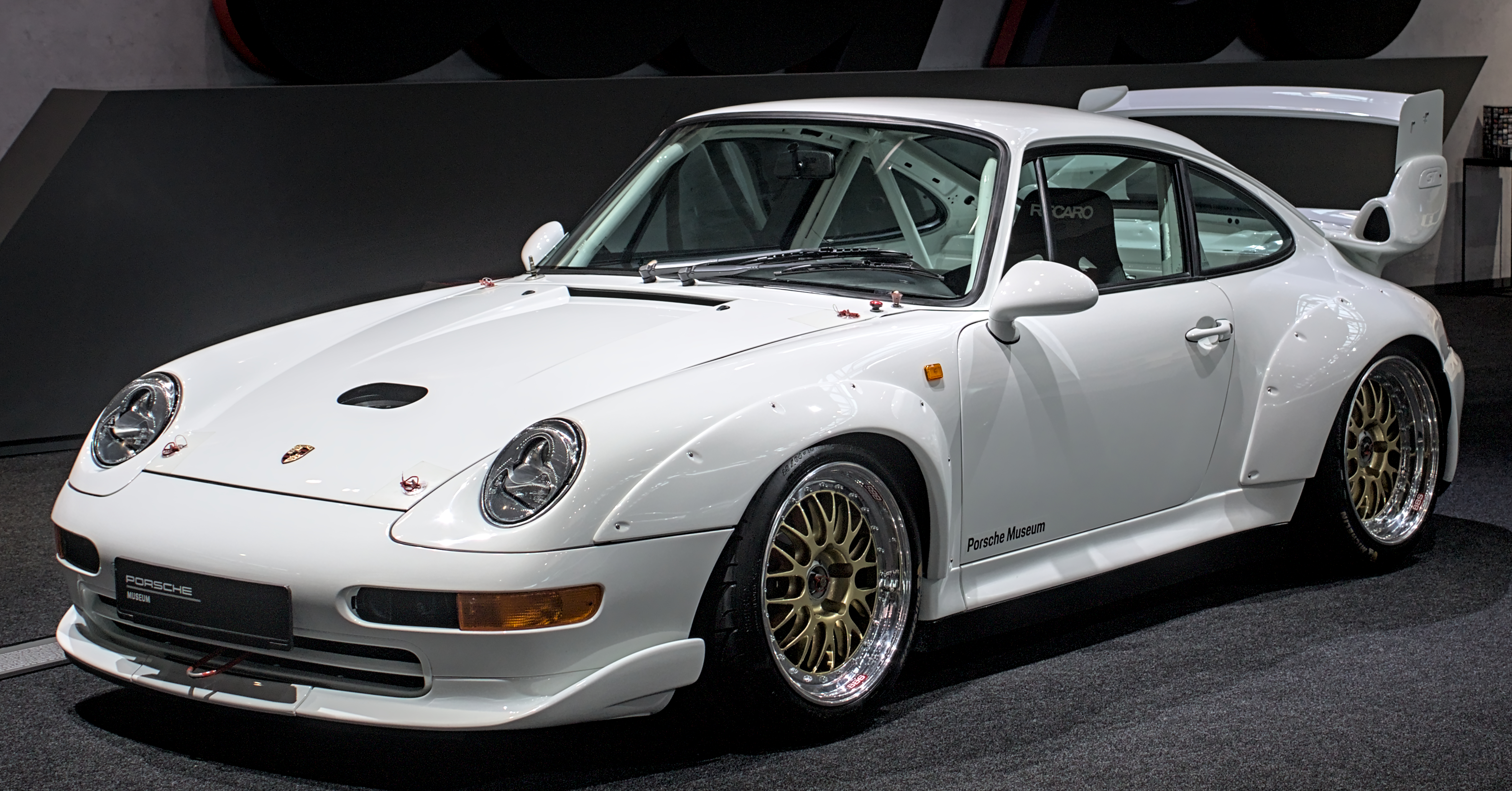
Porsche 911 GT2 vom Typ 993

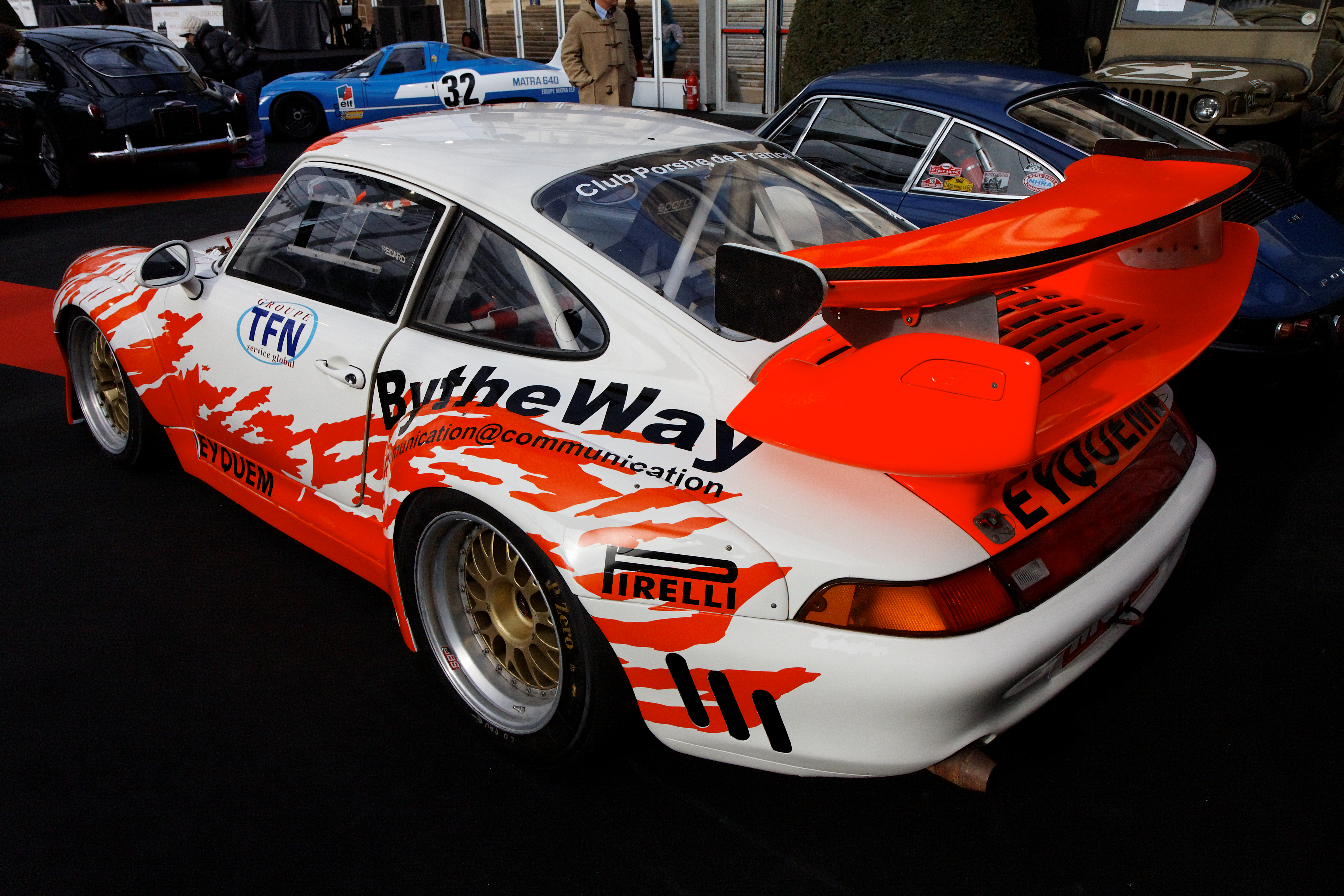
Der 442 kW (600 PS) starke 993 GT2 Evolution markierte gegen Ende der 1990er Jahre die Leistungsspitze des Porsche-Kundensport-Modellprogramms

Bei den Porsche-GT2-Modellen des Typs 993 handelt es sich im Gegensatz zum 996 GT2 um Straßen- bzw. Homologationsversionen für Rennwagen. Charakteristisch für dieses Modell des Porsche 911 sind die aufgenieteten Kotflügelverbreiterungen sowie der vom Porsche 993 Carrera RS Clubsport entlehnte Heckflügel.
Die erste Version des 911 GT2 erschien im Jahre 1995 auf Basis des damals aktuellen Porsche 911 Turbo vom Typ 993. Sie leistete mit dem überarbeiteten 911-Turbo-Motor M 64/60 – der nun die Bezeichnung M 64/60 R hatte – maximal 316 kW (430 PS) bei 5.750 min−1 und verfügte über ein maximales Drehmoment von 540 Nm bei 4.500 min−1. Von dieser Version wurden insgesamt 172 Exemplare hergestellt, was für eine Homologation des Porsche 911 GT2 ausreichte. Sie wurde von 1995 bis 1997 gebaut und zu Grundpreisen zwischen 268.000 DM im Modelljahr 1995 und 278.875 DM im Modelljahr 1997 verkauft. Im Test von Auto, Motor und Sport wurden 0–100 km/h in 3,9 s und eine Höchstgeschwindigkeit von 296 km/h gemessen. Die ab 1995 angebotene und 330 kW (450 PS) starke Rennversion, welche ab 1998 sogar mit 345 kW (485 PS) bei 5.750 min−1 sowie maximal 665 Nm Drehmoment aufwarten konnte und die Bezeichnung 911 GT2 R trug, wurde Kundenteams zum damaligen Grundpreis von 506.000 DM angeboten.
Das überarbeitete Modell, welches ab 1998 wieder auf der Grundlage des 993 Turbo entstand, war die letzte luftgekühlte Serie des 911 GT2. Sie hatte nun 331 kW (450 PS) bei 5.750 min−1 und ein maximales Drehmoment von 585 Nm bei 4.500 min−1 zur Verfügung. Bei einem Leergewicht von 1.295 kg nach DIN schafft sie den Standardsprint auf 100 km/h in gerade mal 4,1 s und erreicht eine Spitzengeschwindigkeit von 300 km/h. Es konnten aber lediglich 21 Exemplare verkauft werden. Die mit zwei Turboladern Typ K 27 von Kühnle, Kopp & Kausch (KKK) ausgestattete und von einem 40,4 mm Luftmengenbegrenzer (Air-Restrictor) auf 442 kW (600 PS) bei 7.000 min−1 eingebremste Automobilrennsport-Version wurde von 1995 bis 1997 als 911 GT2 Evolution an Kundenteams verkauft, welche damit in der GT1-Klasse gegen rund 515 kW (700 PS) starke Fahrzeuge vom Typ Ferrari F40 Competition und McLaren F1 GTR antreten konnten.
| Fahrzeugklasse                                                            | Zeitleiste der Porsche-911-GT-Rennwagen | Zeitleiste der Porsche-911-GT-Rennwagen | Zeitleiste der Porsche-911-GT-Rennwagen | Zeitleiste der Porsche-911-GT-Rennwagen | Zeitleiste der Porsche-911-GT-Rennwagen | Zeitleiste der Porsche-911-GT-Rennwagen | Zeitleiste der Porsche-911-GT-Rennwagen | Zeitleiste der Porsche-911-GT-Rennwagen | Zeitleiste der Porsche-911-GT-Rennwagen | Zeitleiste der Porsche-911-GT-Rennwagen | Zeitleiste der Porsche-911-GT-Rennwagen | Zeitleiste der Porsche-911-GT-Rennwagen | Zeitleiste der Porsche-911-GT-Rennwagen | Zeitleiste der Porsche-911-GT-Rennwagen | Zeitleiste der Porsche-911-GT-Rennwagen | Zeitleiste der Porsche-911-GT-Rennwagen | Zeitleiste der Porsche-911-GT-Rennwagen | Zeitleiste der Porsche-911-GT-Rennwagen | Zeitleiste der Porsche-911-GT-Rennwagen | Zeitleiste der Porsche-911-GT-Rennwagen | Zeitleiste der Porsche-911-GT-Rennwagen | Zeitleiste der Porsche-911-GT-Rennwagen | Zeitleiste der Porsche-911-GT-Rennwagen | Zeitleiste der Porsche-911-GT-Rennwagen | Zeitleiste der Porsche-911-GT-Rennwagen |
| Fahrzeugklasse                                                            | 1990er                                  | 1990er                                  | 1990er                                  | 1990er                                  | 1990er                                  | 2000er                                  | 2000er                                  | 2000er                                  | 2000er                                  | 2000er                                  | 2000er                                  | 2000er                                  | 2000er                                  | 2000er                                  | 2000er                                  | 2010er                                  | 2010er                                  | 2010er                                  | 2010er                                  | 2010er                                  | 2010er                                  | 2010er                                  | 2010er                                  | 2010er                                  | 2010er                                  |
| Fahrzeugklasse                                                            | 5                                       | 6                                       | 7                                       | 8                                       | 9                                       | 0                                       | 1                                       | 2                                       | 3                                       | 4                                       | 5                                       | 6                                       | 7                                       | 8                                       | 9                                       | 0                                       | 1                                       | 2                                       | 3                                       | 4                                       | 5                                       | 6                                       | 7                                       | 8                                       | 9                                       |
| FIA GT1                                                                   | 993 GT2 Evo                             | 993 GT1                                 | 996 GT1 Evo                             | 996 GT1 ’98                             |                                         |                                         |                                         |                                         |                                         |                                         |                                         |                                         |                                         |                                         |                                         |                                         |                                         |                                         |                                         |                                         |                                         |                                         |                                         |                                         |                                         |
| FIA GT2/GT (bis 2004) ACO GTS (bis 2004)                                  | 993 GT2                                 | 993 GT2                                 | 993 GT2                                 | 993 GT2                                 | 993 GT2                                 | 993 GT2                                 |                                         |                                         |                                         |                                         |                                         |                                         |                                         |                                         |                                         |                                         |                                         |                                         |                                         |                                         |                                         |                                         |                                         |                                         |                                         |
| FIA N-GT (bis 2004) ACO GT (bis 2004) FIA GT2 (ab 2005) ACO GTE (ab 2011) |                                         |                                         |                                         |                                         | 996 GT3 R                               | 996 GT3 R                               | 996 GT3 RS                              | 996 GT3 RS                              | 996 GT3 RS                              | 996 GT3 RSR                             | 996 GT3 RSR                             | 997 GT3 RSR                             | 997 GT3 RSR                             | 997 GT3 RSR                             | 997 GT3 RSR                             | 997 GT3 RSR                             | 997 GT3 RSR                             | 997 GT3 RSR                             | 991 RSR                                 | 991 RSR                                 | 991 RSR                                 | 991 RSR                                 | 991 RSR                                 | 991 RSR                                 | 991 RSR                                 |
| FIA GT3                                                                   |                                         |                                         |                                         |                                         |                                         |                                         |                                         |                                         |                                         |                                         |                                         | 997 GT3 Cup                             | 997 GT3 Cup                             | 997 GT3 Cup S                           | 997 GT3 Cup S                           | 997 GT3 R                               | 997 GT3 R                               | 997 GT3 R                               | 997 GT3 R                               | 997 GT3 R                               | 997 GT3 R                               | 991 GT3 R                               | 991 GT3 R                               | 991 GT3 R                               | 991 GT3 R                               |
| Porsche Carrera Cup                                                       | 993 Cup 3.8                             | 993 Cup 3.8                             | 993 Cup 3.8                             | 996 GT3 Cup                             | 996 GT3 Cup                             | 996 GT3 Cup                             | 996 GT3 Cup                             | 996 GT3 Cup                             | 996 GT3 Cup                             | 996 GT3 Cup                             | 997 GT3 Cup                             | 997 GT3 Cup                             | 997 GT3 Cup                             | 997 GT3 Cup                             | 997 GT3 Cup                             | 997 GT3 Cup                             | 997 GT3 Cup                             | 997 GT3 Cup                             | 991 GT3 Cup                             | 991 GT3 Cup                             | 991 GT3 Cup                             | 991 GT3 Cup                             | 991 GT3 Cup                             | 991 GT3 Cup                             | 991 GT3 Cup                             |

## Die GT2-Modelle des Typs 996

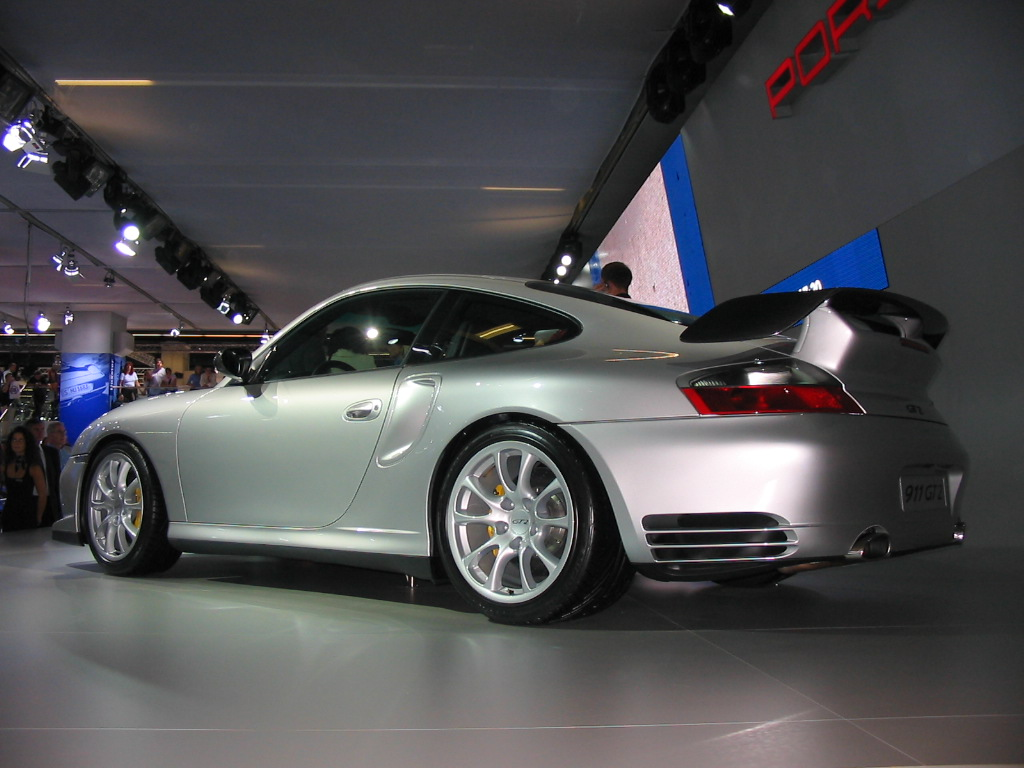
Porsche 911 GT2 der Typ 996 (Serie II, 355 kW). Der überarbeitete GT2 mit nun 355 kW und Carbon-Design-Paket.

Der Porsche GT2 des Typ 996 ist im Gegensatz zu seinem luftgekühlten Vorgänger eine ausschließlich für den Straßeneinsatz gebaute Modellvariante des 911, und kein Homologationsmodell für eine Rennversion. Jedoch verfügt auch er über eine Vielzahl aus dem Motorsport abgeleiteter Merkmale, wie das auf Unibal-Gelenken gelagerte Fahrwerk, das in Höhe, Spur und Sturz verstellbar ist. Zudem war der 996 GT2 genauso wie der 911 GT3 als Clubsport-Version erhältlich. Er war der erste Porsche, der serienmäßig über die Carbon-Keramik-Bremse verfügte.

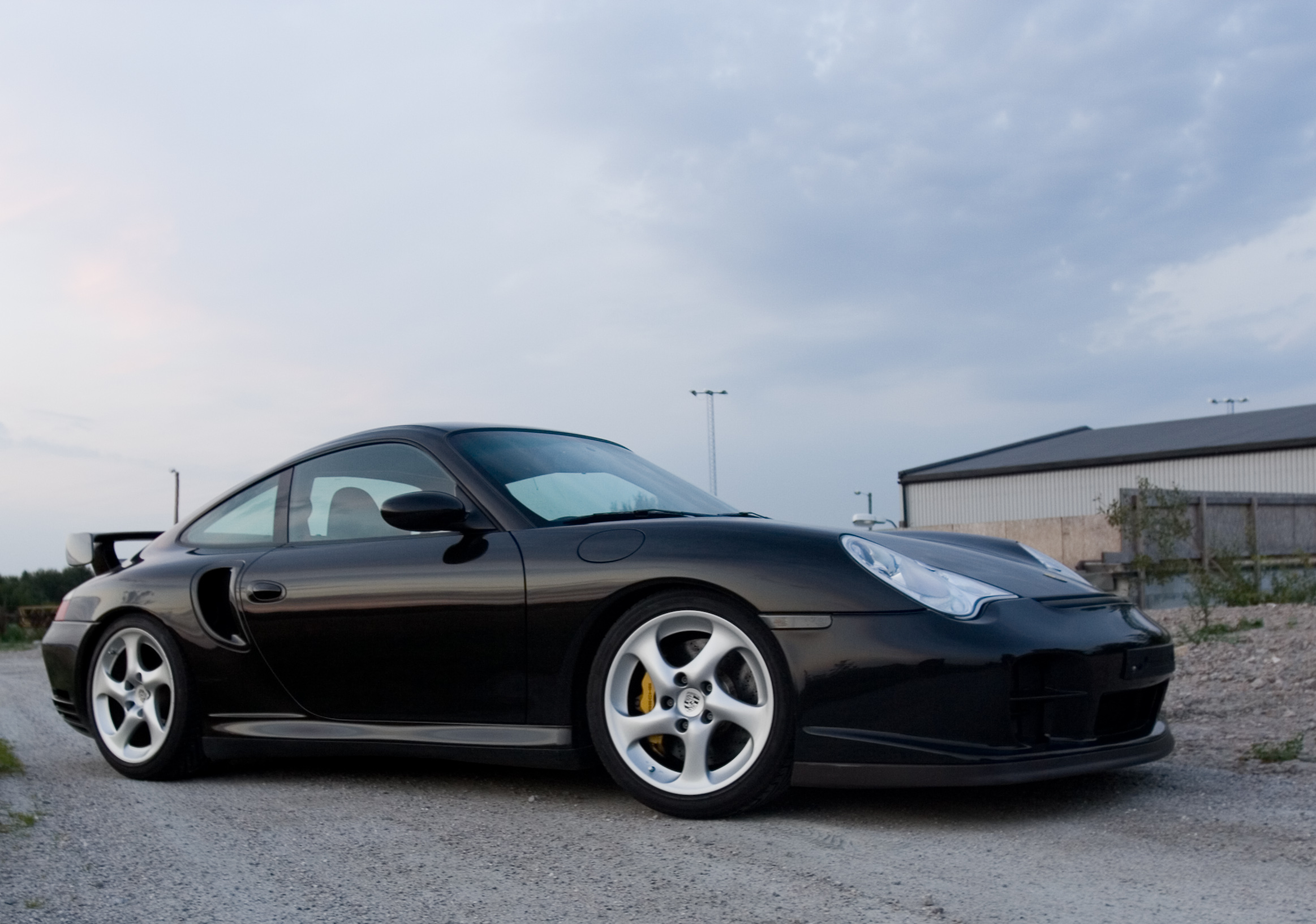
Erste Serie des 996 GT2

Der erste wassergekühlte GT2 erschien im August 2000, vorgestellt auf der North American International Auto Show. Im Gegensatz zum 309 kW (420 PS) starken 996 Turbo hat er 340 kW (462 PS) (also 10 % Mehrleistung) und ein max. Drehmoment von 620 Nm zwischen 3500 und 4500 min−1. Damit beschleunigt der 1440 kg schwere Wagen in 4,1 s auf 100 km/h und erreicht eine Höchstgeschwindigkeit von 315 km/h. Zum Neupreis von damals 339.000 DM zum Zeitpunkt der Markteinführung wurden bis April 2003 insgesamt 963 Exemplare verkauft.
Ab April 2003 bot Porsche seinen Kunden eine überarbeitete Version (MK2) an, die sich (bis auf die vom seit 2003 erhältlichen 996 GT3 übernommenen 18-Zoll-10-Speichen-Leichtmetallräder im „GT3-Styling“) äußerlich nicht von ihrem Vorgänger unterschied, wohl aber nochmals an Leistung und Drehmoment zulegen konnte und mit nun 355 kW (482 PS) bei 5700 min−1 und 640 Nm maximalem Drehmoment zwischen 3500 und 4500 min−1 aufwarten konnte. Das Leergewicht konnte auf 1420 kg reduziert und die Höchstgeschwindigkeit auf 319 km/h gesteigert werden. Durch die gesteigerte Leistung bei verringertem Gewicht konnte das Spurtvermögen enorm verbessert werden. Der überarbeitete GT2 absolvierte den Standardsprint auf 100 km/h in der Fachzeitschrift auto, motor und sport nun entgegen der Werksangabe von 4,0 s in 3,9 s und von 0 auf 200 km/h in 11,9 s.
Der 996 GT2 MK2 wurde nur in sehr geringen Stückzahlen gebaut. Bestellbar ab April 2003 wurden die MK2-Modelle ab Modelljahr 2004 (MJ 2004) ausgeliefert. Es wurden 75 linksgelenkte MK2 (davon 11 im Modelljahr 2005) und 20 rechtsgelenkte MK2 gebaut.
Die linksgelenkten Modelle verteilen sich global in den Märkten wie folgt:
- 26 × C00 (Deutschland) von denen 16 mit Clubsport-Paket ausgeliefert wurden und 6 MJ 2005
- 23 × C02 (USA)
- 6 × C07 (Italien)
- 6 × C08 (Japan)
- 4 × C32 (UAE)
- 10 wurden mit anderen Länderspezifikationen ausgeliefert.

In Deutschland sind (Stand 1. Januar 2013) noch 13 GT2 MK2 (TSN 489) zugelassen. Darunter auch der einzige schwarze Clubsport GT2 MK2, der jemals mit deutscher Länderkennung ausgeliefert wurde.

## Die GT2-Modelle des Typs 997

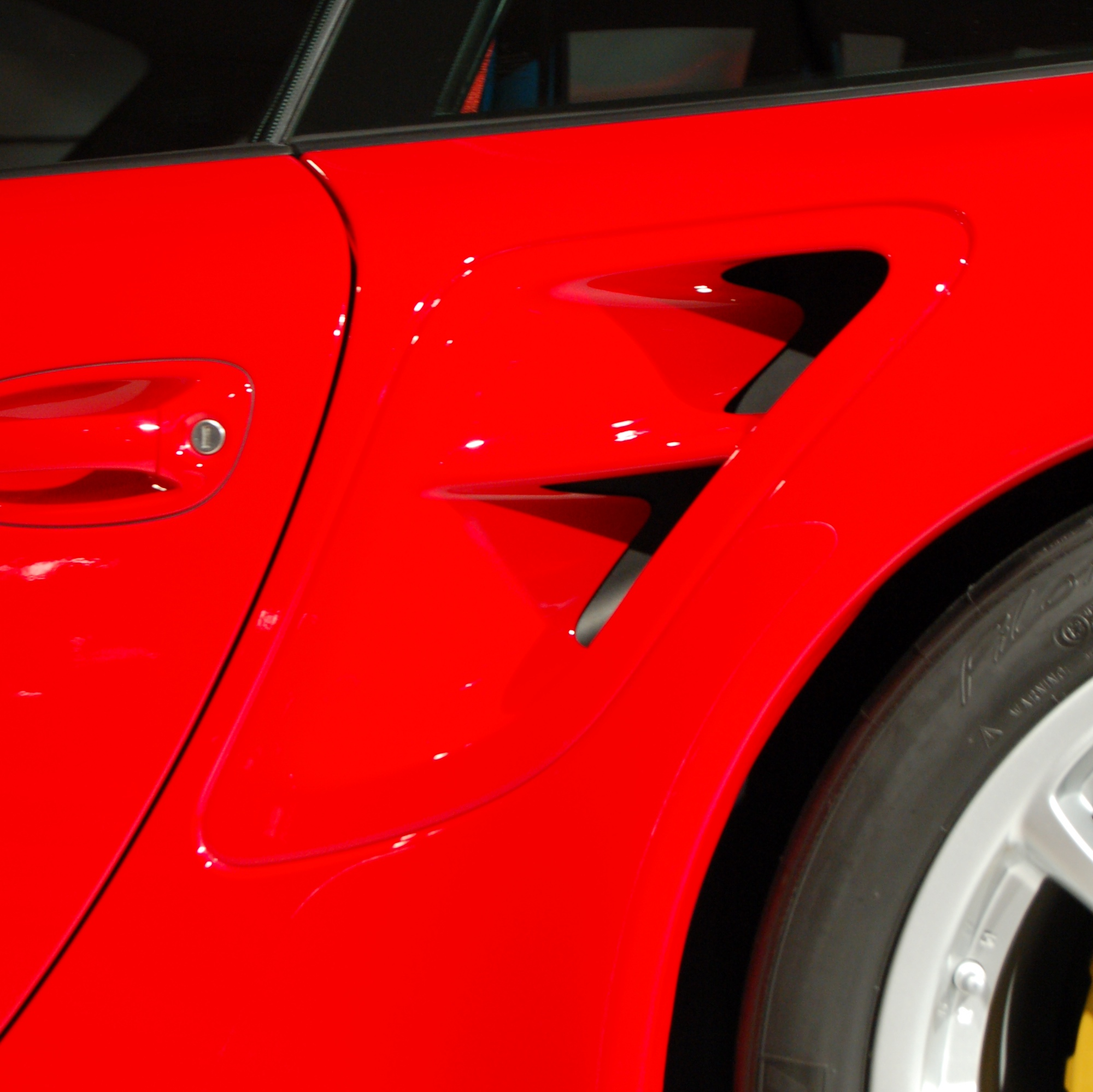
Seitlicher Kühlluft-Einlass am 997 GT2

Präsentiert wurde der 911 GT2 Typ 997 anlässlich der IAA 2007 in Frankfurt. Er verfügt über 390 kW (530 PS) bei 6.500 min und maximal 680 Nm Drehmoment im Drehzahlbereich zwischen 2.200 min−1 und 4.500 min−1. Mit einer Beschleunigung von 0 auf 100 km/h in 3,7 s und einer Höchstgeschwindigkeit von 329 km/h ist der 997 GT2 der stärkste und schnellste Serien-911er bis dahin und mit einem Grundpreis von 189.496 Euro auch der bis dahin teuerste straßenzugelassene Serienelfer.

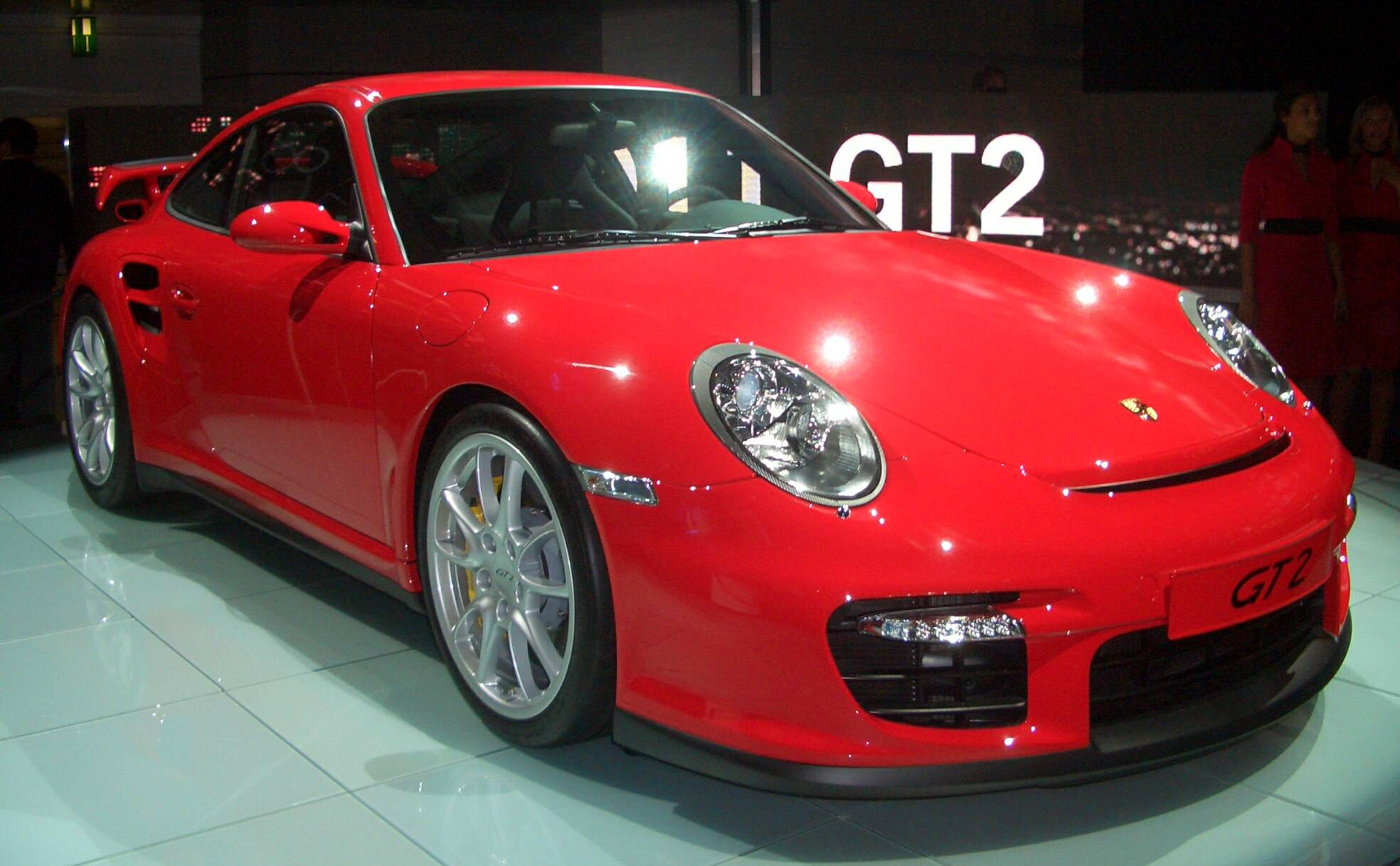
Der Porsche 997 GT2 auf der IAA 2007

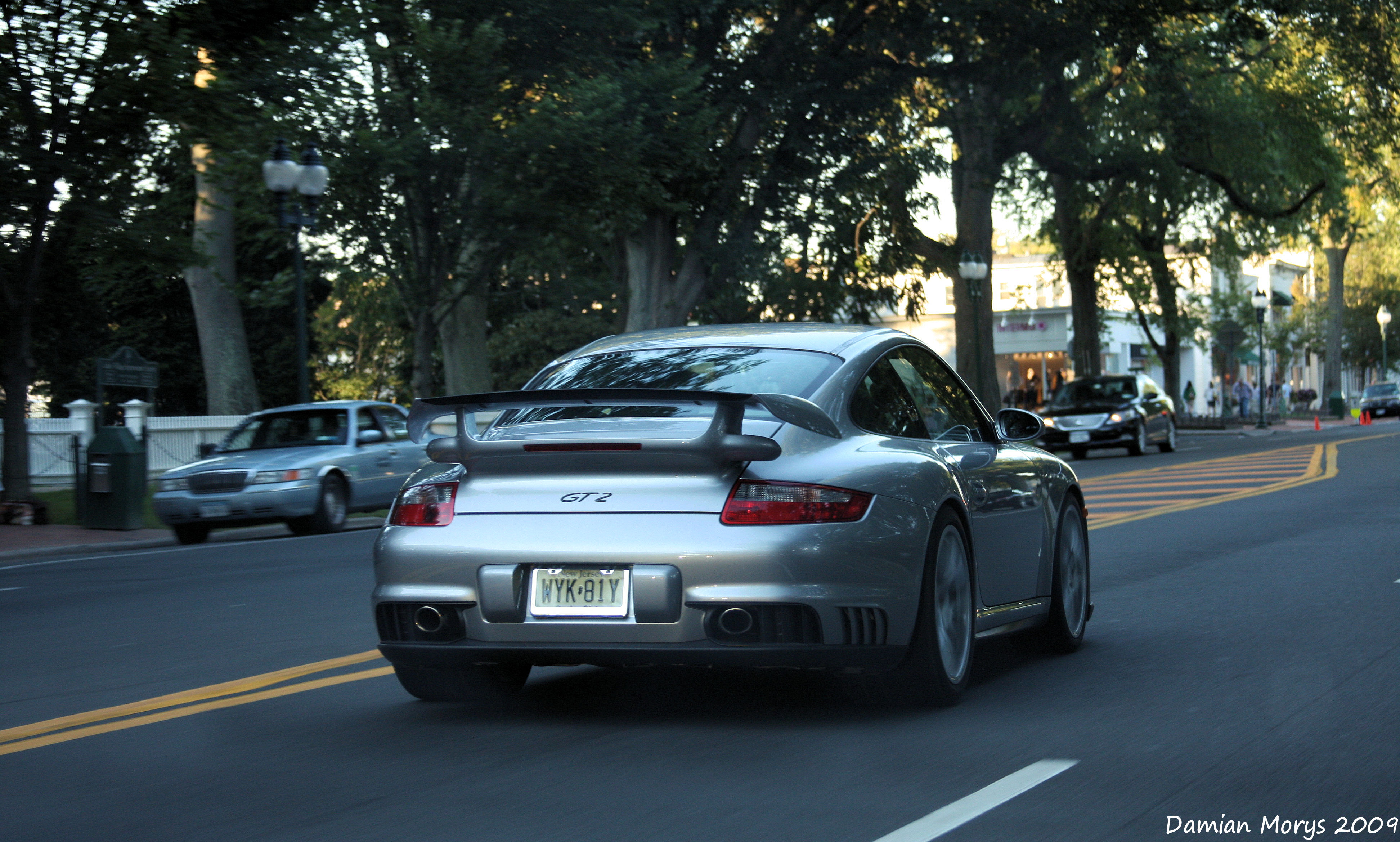
Heckansicht des 997 GT2 (US-Modell)

Der bekannte 3,6-l-Sechszylinder-Boxermotor aus dem 997 Turbo bildet die Basis für das Triebwerk des aktuellen GT2. Für den Leistungszuwachs von 37 kW (50 PS) sorgt vor allem die neu entwickelte Expansionssauganlage mit einer höheren Leistungseffizienz. Auch der leicht erhöhte Ladedruck der beiden modifizierten Turbolader und die verbesserte Kühlleistung der Ladeluftkühler steigern die Leistungsausbeute. Zudem kommen zum ersten Mal in einem Porsche ein Hauptschalldämpfer und Endrohre aus Titan zum Einsatz.
Zur Gewichtsreduktion tragen neben einer verringerten Komfortausstattung und dem Verzicht auf den Allradantrieb, die hinteren Notsitze und Dämmung bei, so kommt der 997 GT2 auf 1515 kg Leergewicht (DIN). Optional ist ein Clubsport-Paket erhältlich, das einen geschraubten Überrollkäfig, Halter für Feuerlöscher und rote 6-Punkt-Rennsportgurte von Schroth beinhaltet.
Fahrwerkstechnisch greift der 997 GT2 auf einige Komponenten des 997 GT3 zurück. Dies sind unter anderem höhenverstellbare Federbeine vorn und hinten, spezielle, spielfreie Domlager, verstellbare Querstabilisatoren und serienmäßig montierte Michelin-Sportreifen auf speziellen 19-Zoll-Leichtmetallrädern. Die Räder sind jedoch nochmals größer als beim GT3. Wie schon beim Vorgänger 996 GT2 sind die Bremsscheiben aus Carbon-Keramik gefertigt.
Eine weitere Neuentwicklung ist die Launch Assistant genannte Beschleunigungshilfe, die erstmals bei einem Fahrzeug mit Schaltgetriebe beim Sprint aus dem Stand die Leistung vollautomatisch nahe an der Haftgrenze der Antriebsräder regelt. Die Kupplung bleibt während der Beschleunigung geschlossen, ein Durchdrehen der Antriebsräder wird mittels automatischer Leistungsregulierung vermieden.
Der Porsche 997 GT2 umrundete die Nordschleife im Sport Auto Supertest in der Fabelzeit von 7:33 min. Damit ist er nur knapp eine halbe Sekunde langsamer als der deutlich stärkere und teurere Porsche Carrera GT (7:32,44 min.). 2008 fuhr Walter Röhrl anlässlich eines AutoBild-Tests im GT2 eine Zeit von 7:32,18 min.

### Der 997 GT2 RS (2010)

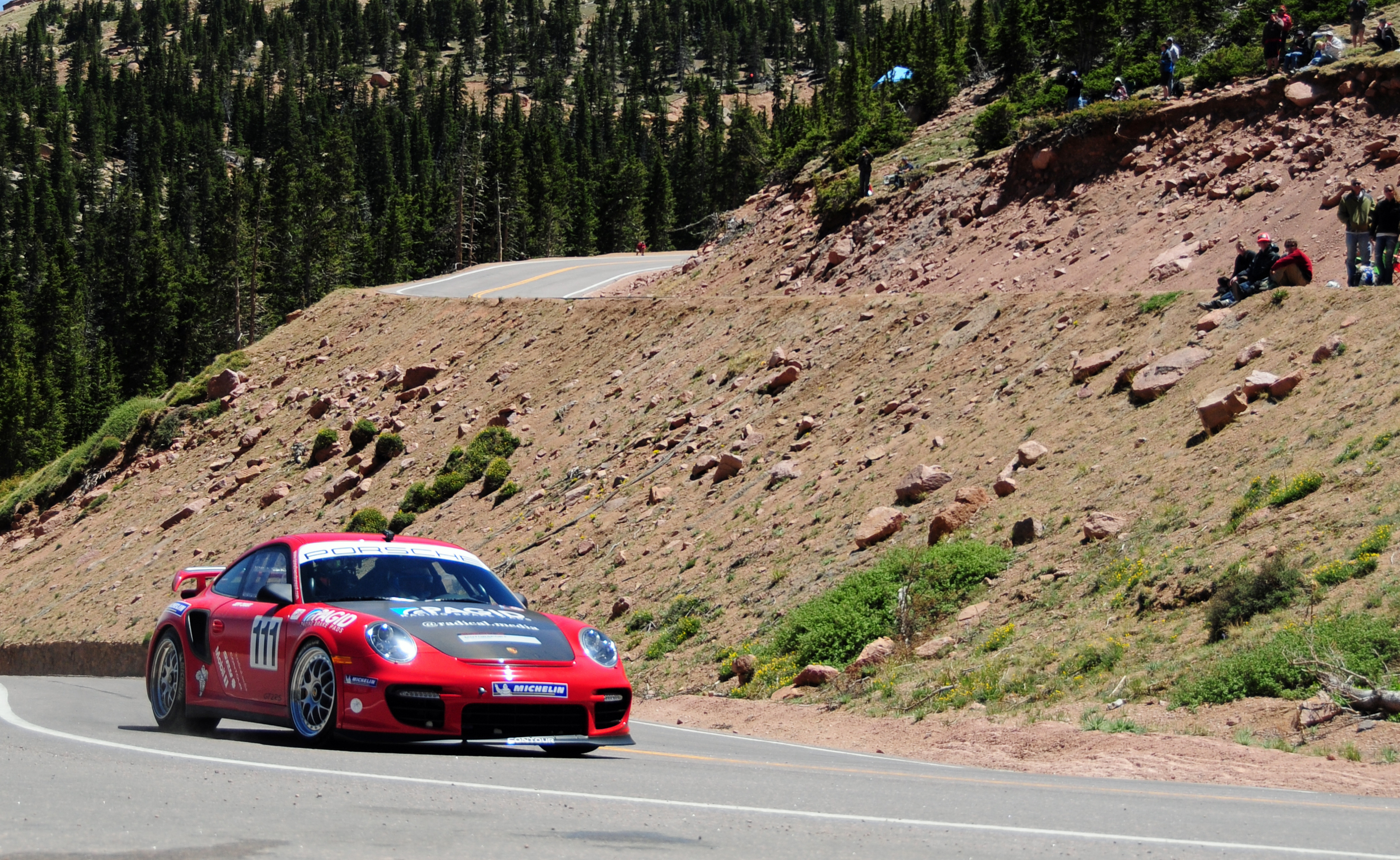
Der US-Amerikaner Jeff Zwart im GT2 RS beim Pikes Peak International Hill Climb 2011

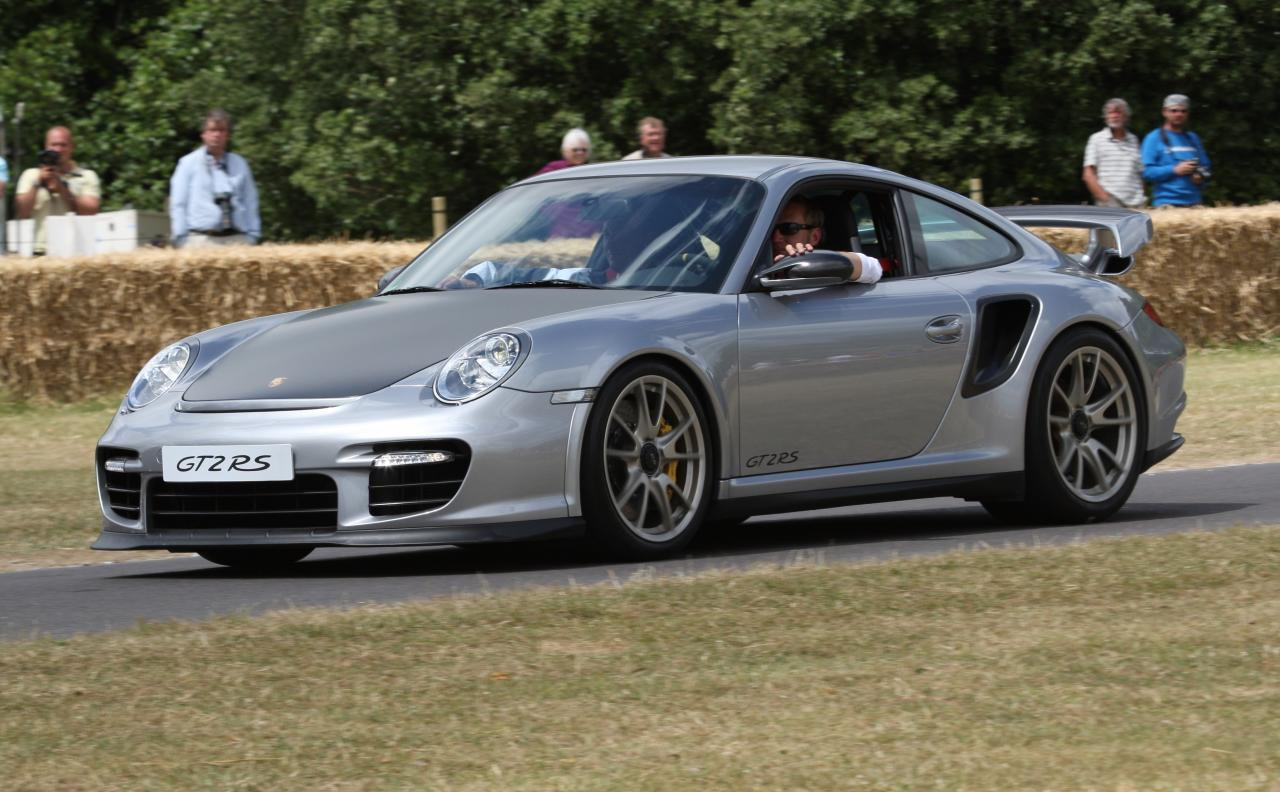
Der auf 500 Exemplare limitierte und 456 kW (620 PS) starke GT2 RS beim Goodwood Festival of Speed 2010

Am 12. Mai 2010 präsentierte Porsche eine auf 500 Stück limitierte RS-Version des GT2 mit überarbeitetem 3,6-Liter-Biturbo-6-Zylinder-Boxermotor, mit einer Leistung von 456 kW (620 PS) bei einem dank Einsatz von CFK-Werkstoffen bei u. a. Kofferraumdeckel, Heckscheibe aus Kunststoff, eines Einmassenschwungrades u. v. m. weiter gesenkten Leergewicht von 1370 kg nach DIN. Im Test von Auto Bild erreichte der GT2 RS Beschleunigungswerte von 3,5 s auf 100 km/h, 9,4 s auf 200 km/h, 15,0 s auf 250 km/h, 26,7 s auf 300 km/h und 400 m aus dem Stand in 11,0 s. Die Spitzengeschwindigkeit ist mit abgeregelten 330 km/h angegeben. Die Rundenzeit auf der Nordschleife wird von Porsche offiziell mit 7:18 min angegeben.
Am 20. Oktober 2010 teilte Porsche in einer Pressemitteilung mit, dass die gesamte Auflage von 500 Exemplaren des mindestens 237.578 Euro teuren GT2 RS bereits weniger als zwei Monate nach der Präsentation auf dem Moskauer Autosalon vollständig ausverkauft ist.
Im Juli 2011 trat der US-Amerikaner Jeff Zwart mit einem nur geringfügig modifizierten GT2 RS (Startnummer 111) beim Pikes Peak International Hill Climb an. Zwart wurde mit einer Zeit von 11.07,869 min Zweitplatzierter in der Klasse „Time Attack 2WD“. Damit unterbot er seine eigene Zeit von 11.31,095 min, mit der er 2010 in einem Porsche 997 GT3 Cup einen neuen Klassenrekord aufgestellt hatte, der bis 2011 hielt.

## Die GT2-Modelle des Typs 991

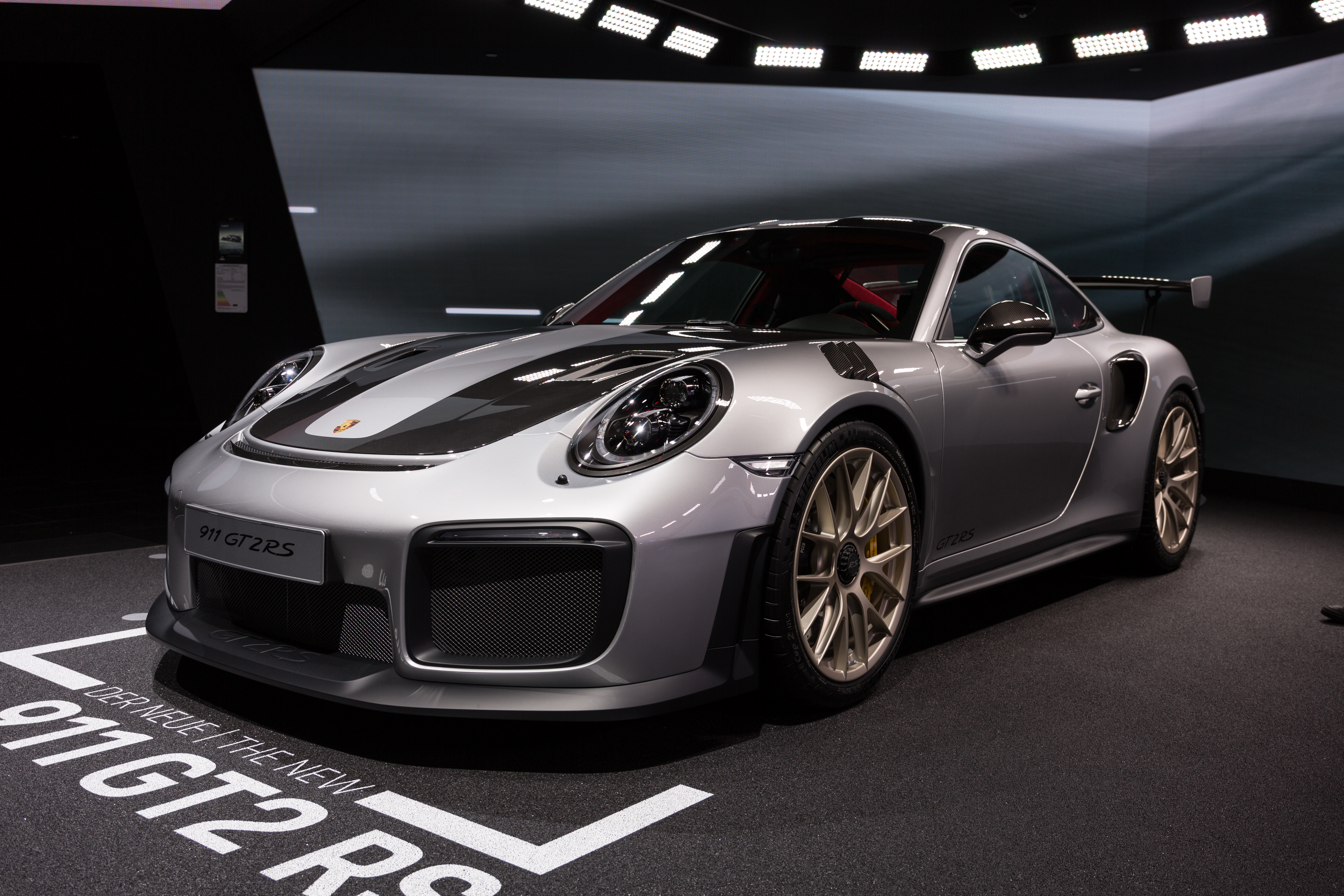
911 GT2 RS auf der IAA 2017

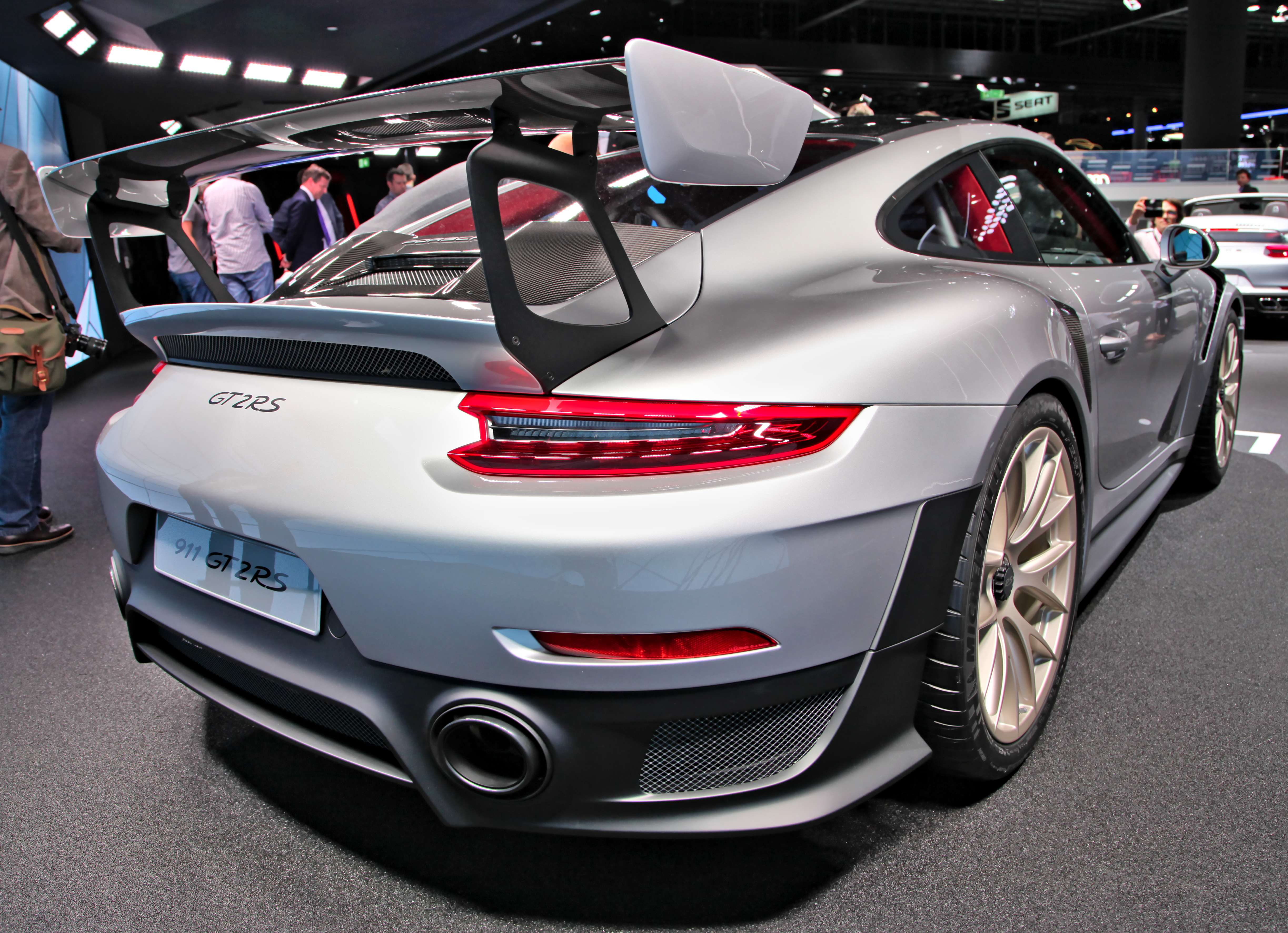
Heckansicht

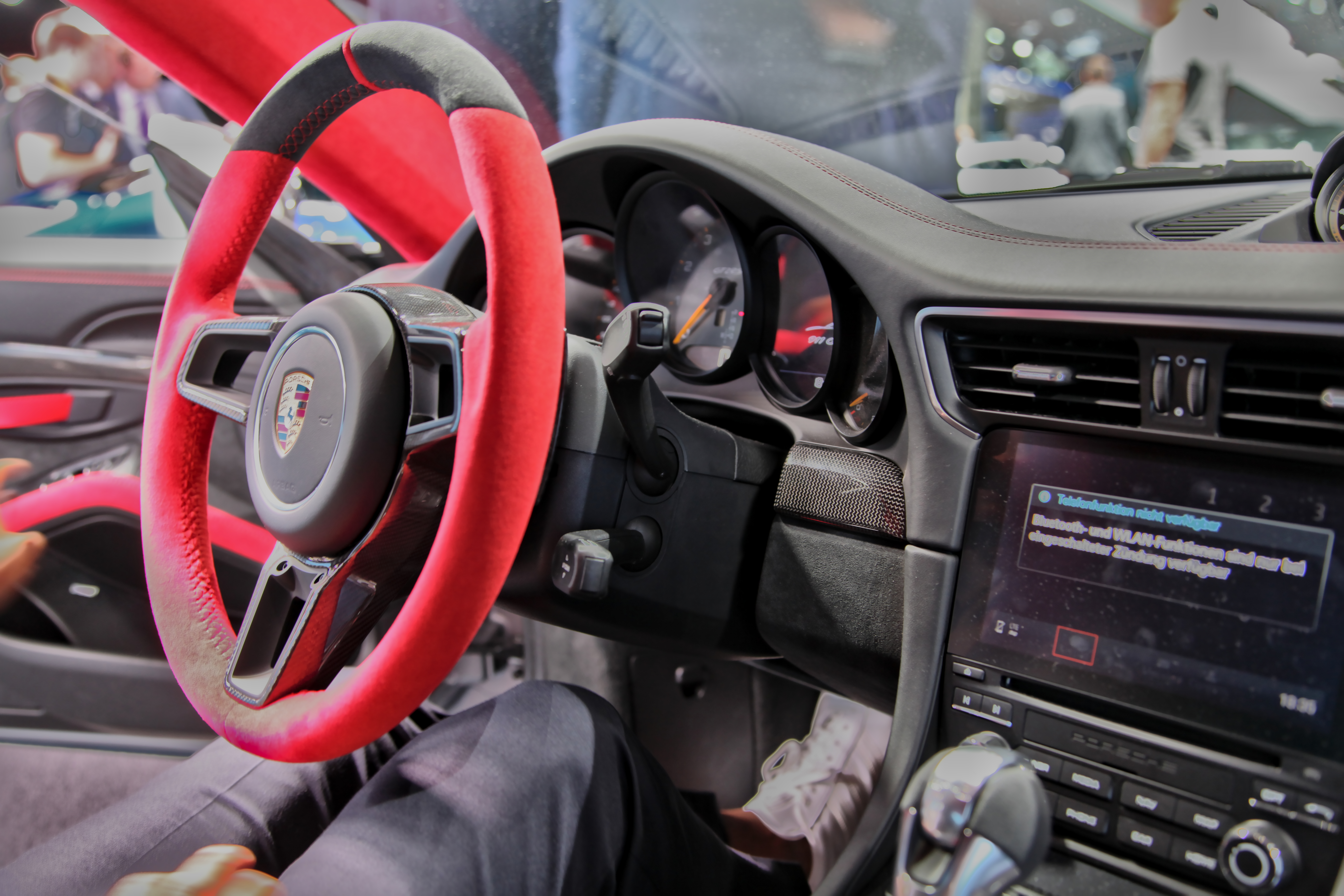
Innenansicht

### Porsche 991 GT2 RS
Präsentiert wurde der 911 GT2 RS Typ 991 anlässlich des Goodwood Festival of Speed im Juni 2017. Erste Bilder wurden jedoch schon im Rahmen der Präsentation des Videospiels Forza Motorsport 7 auf der E3 2017 in Los Angeles gezeigt, da der Wagen das Cover des Videospiels ziert. Der 6-Zylinder-Biturbo-Boxermotor leistet 515 kW (700 PS) und beschleunigt das Fahrzeug in 2,8 Sekunden auf 100 km/h. Nach 8,3 s werden 200 km/h erreicht, die Höchstgeschwindigkeit beträgt 340 km/h. Der Basispreis des 1470 kg schweren GT2 RS beträgt 285.220 Euro.
Ermöglicht werden diese Daten durch Leichtbau in Form von Kohlenstofffaserverstärktem Kunststoff für Kotflügel, Front- und Heckdeckel sowie dem Heckflügel. Leichtbau-Polyurethan findet für Bug- und Heckteil Verwendung, die Heck- und Seitenscheiben werden aus Leichtbauglas gefertigt. Das Dach besteht aus Magnesium, der Endschalldämpfer aus Titan.
Zusätzlich ist das Clubsportpaket erhältlich: Es besteht aus einem Überrollkäfig, der hinter den Vordersitzen mit der Karosserie verschraubt ist, sowie roten 6-Punkt-Gurten, einem Feuerlöscher und einer Vorrüstung für den Batteriehauptschalter. Das Clubsportpaket ist nicht zu verwechseln mit dem später vorgestellten 911 GT2 RS Clubsport, welches ein eigenständiges Fahrzeug ohne Straßenzulassung ist.

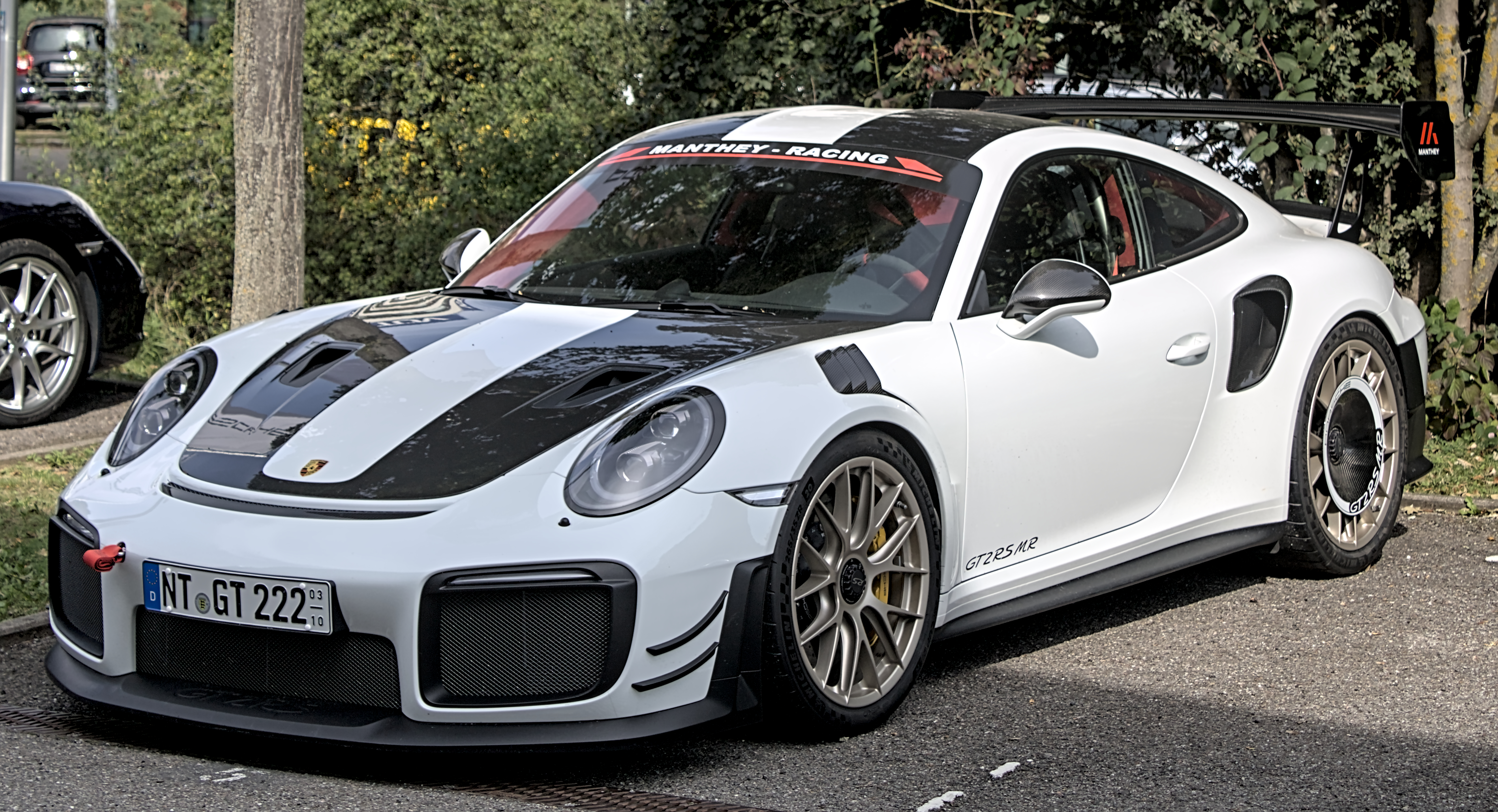
Porsche 911 GT2 RS Manthey-Racing

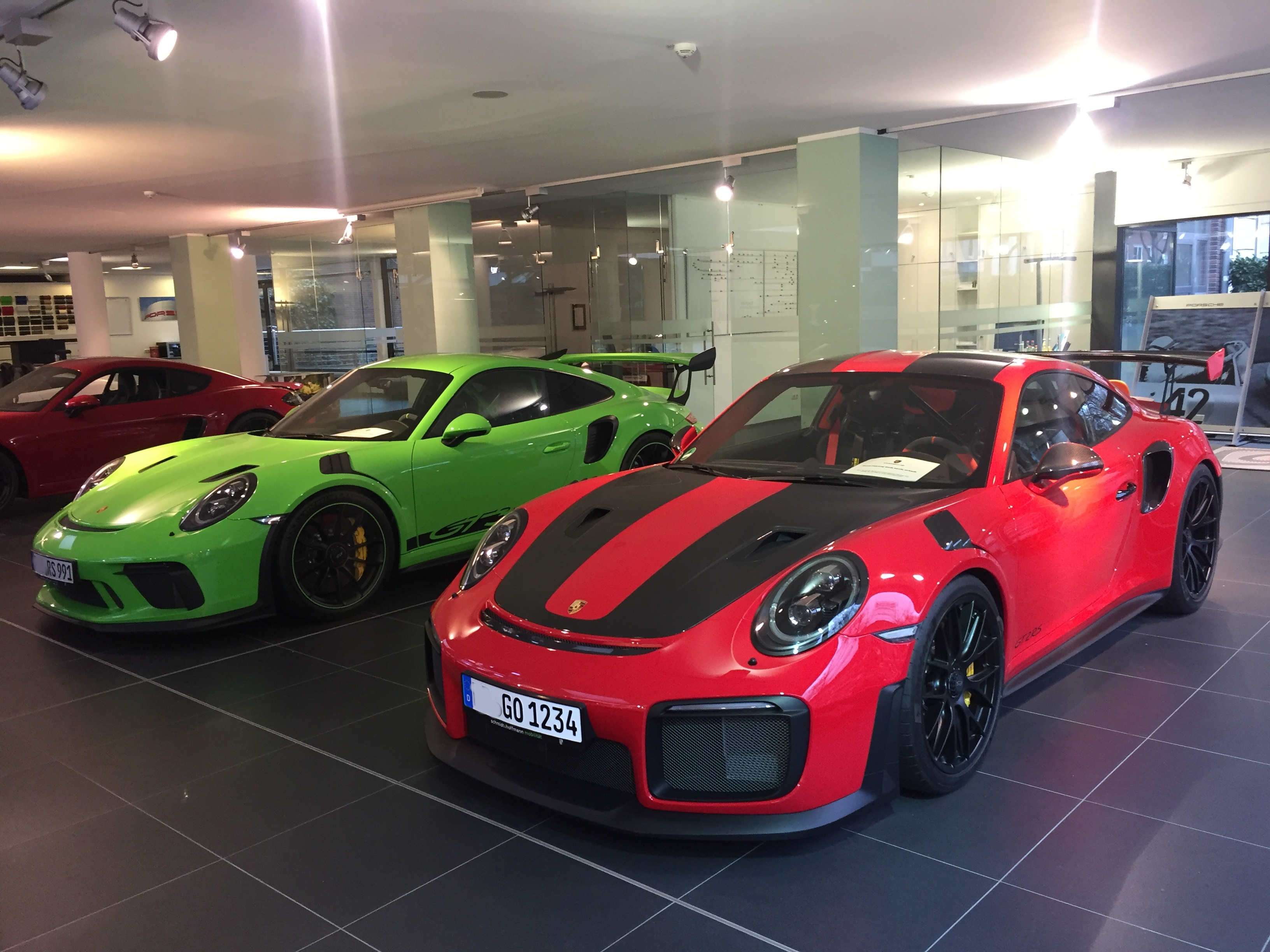
991 GT2 RS und GT3 RS …

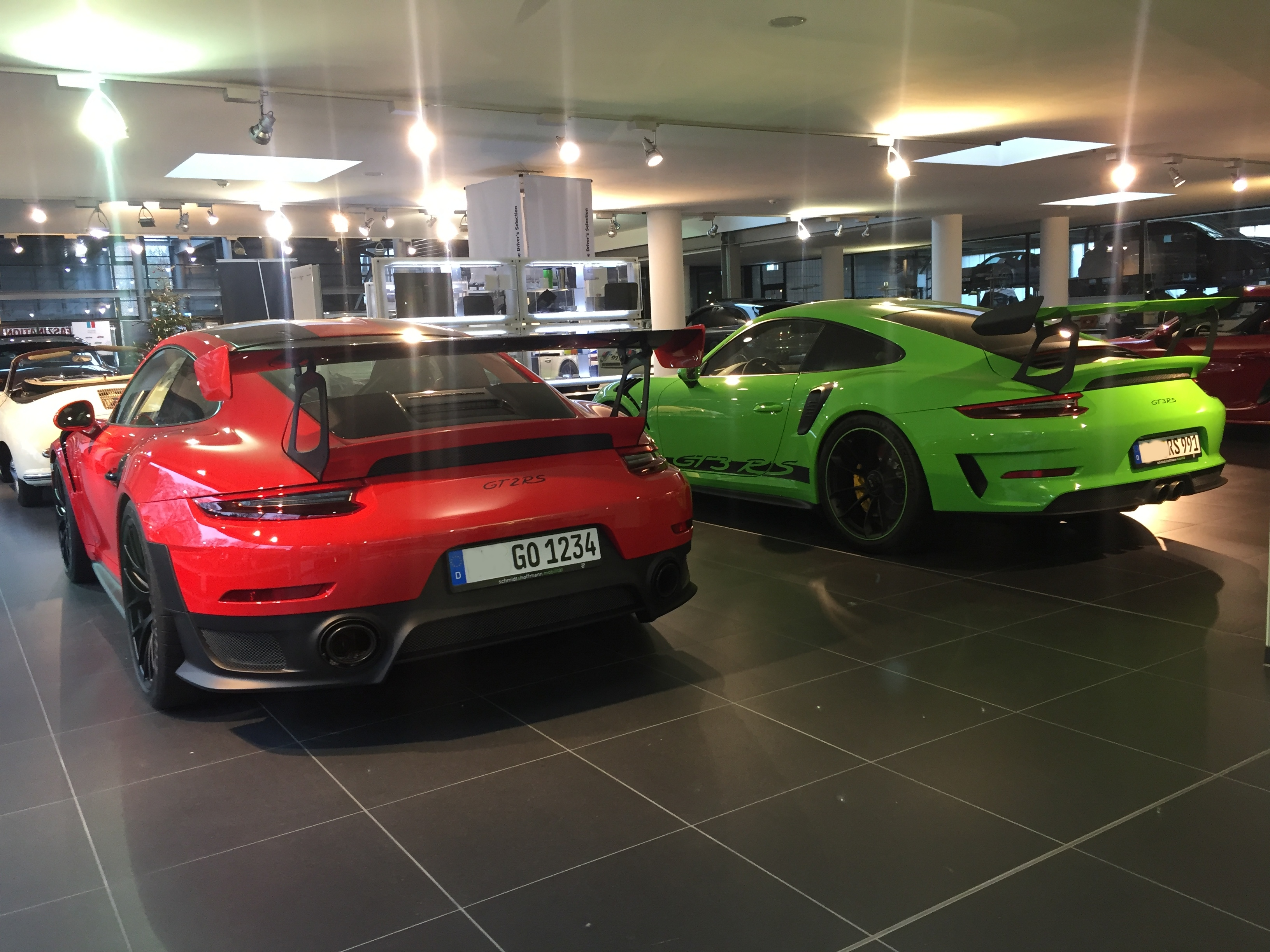
… im Vergleich

Am 20. September 2017 fuhr Lars Kern mit 6:47,3 Minuten die bis dahin schnellste Rundenzeit für straßenzugelassene Sportwagen auf der Nordschleife. Im Sommer 2018 ging dieser Rekord vorübergehend an den Lamborghini Aventador SVJ, bis am 25. Oktober 2018 mit 6:40,3 Minuten abermals eine neue Bestzeit von Lars Kern aufgestellt wurde. Bei dem Fahrzeug handelte es sich diesmal um eine von Manthey-Racing modifizierte Variante des Porsche 991 GT2 RS mit dem Namenszusatz MR.

#### Sondermodell Porsche 991 GT2 Le Mans RS
Anlässlich des Gesamtsieges beim 24h-Rennen in Le Mans 2017 produzierte Porsche drei 991 GT2 Le Mans RS. Diese drei Fahrzeuge waren nicht käuflich zu erwerben. Timo Bernhard, Earl Bamber und Brandon Hartley, die mit dem Porsche 919 das Rennen gewonnen hatten, erhielten je ein Exemplar.
Erkennbar sind diese an grün lackierten Bremssätteln sowie Le Mans Logos auf den Sitzen und dem Heckflügel.

### Porsche 991 GT2 RS Clubsport

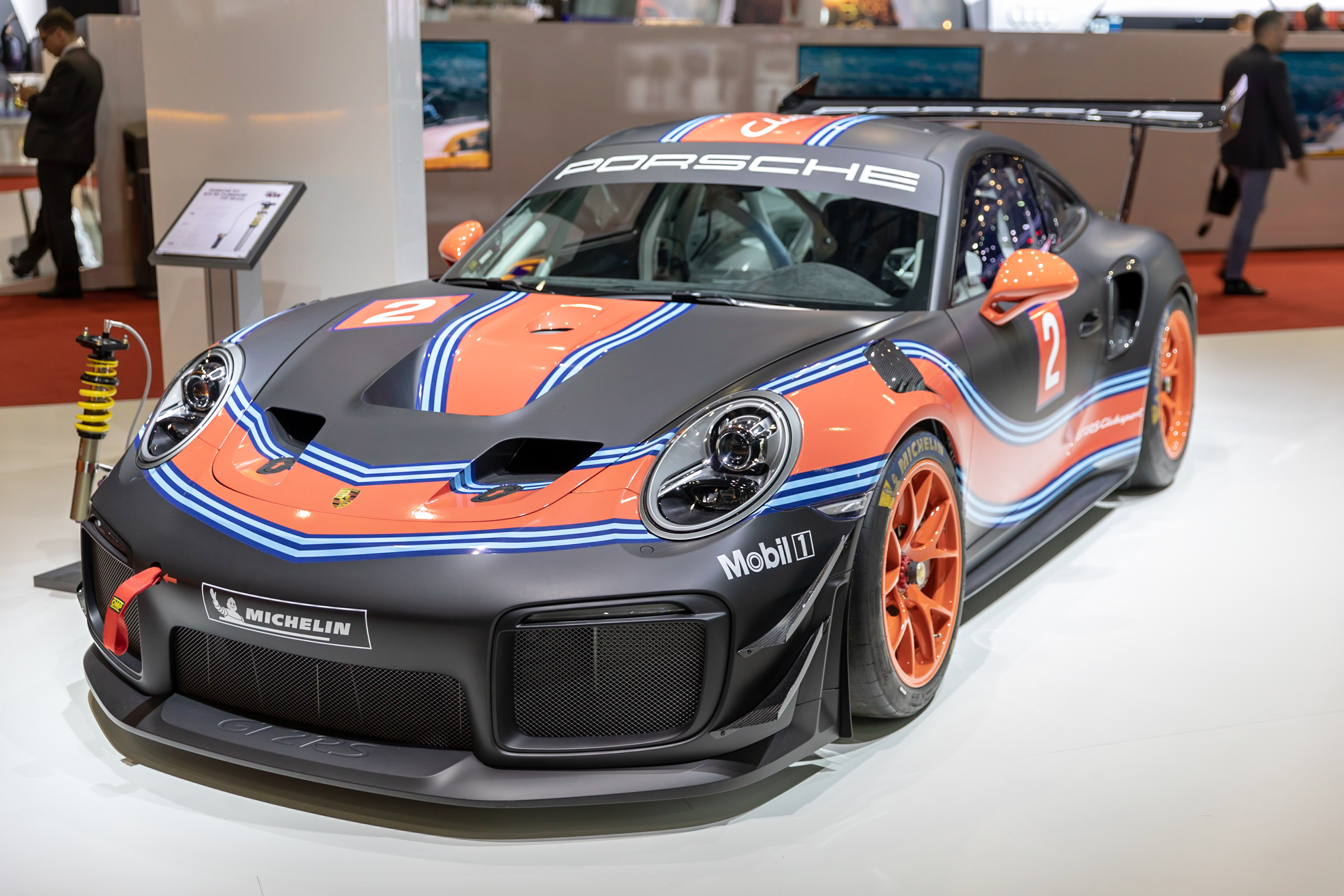
GT2 RS Clubsport

Im Rahmen der LA Auto Show 2018 wurde der Porsche 911 (991) GT2 RS Clubsport vorgestellt, welcher eine Rennstreckenvariante des GT2 RS darstellt. Der GT2 RS Clubsport ist auf 200 Stück limitiert und für den Einsatz bei Clubsportveranstaltungen und ausgewählten Motorsportevents, etwa im Rahmen der angekündigten SRO GT2-Klasse ab 2019, konzipiert. Das Leergewicht des GT2 RS Clubsport wurde gegenüber der Straßenvariante um 80 kg auf 1390 kg verringert. Die Motorleistung bleibt bei 515 kW (700 PS). Im Interieur kommen ein Carbon-Lenkrad sowie ein Farbdisplay aus dem Porsche 911 GT3 R des Modelljahrs 2019 zum Einsatz. Weitergehend ist die Fahrgastzelle mit einem Überrollkäfig und einem einzelnen Rennschalensitz mit Sechspunkt-Gurten ausgestattet. Der GT2 RS Clubsport verfügt über keine Straßenzulassung.

## Technische Daten der Serienmodelle des 911 GT2
| Modell                          | 993 GT2 (1995)                                 | 996 GT2 Mk I (2001)                            | 996 GT2 Mk II (2004)                                       | 997 GT2 Mk I (2007)                               | 997 GT2 RS (2010)                                 | 991 GT2 RS (2017) |
| ------------------------------- | ---------------------------------------------- | ---------------------------------------------- | ---------------------------------------------------------- | ------------------------------------------------- | ------------------------------------------------- | --- |
| Motor-Typ:                      | 6-Zylinder-Boxermotor (Viertakt)               | 6-Zylinder-Boxermotor (Viertakt)               | 6-Zylinder-Boxermotor (Viertakt)                           | 6-Zylinder-Boxermotor (Viertakt)                  | 6-Zylinder-Boxermotor (Viertakt)                  | 6-Zylinder-Boxermotor (Viertakt) |
| Hubraum:                        | 3600 cm³                                       | 3600 cm³                                       | 3600 cm³                                                   | 3600 cm³                                          | 3600 cm³                                          | 3800 cm³ |
| Leistung bei 1/min:             | 316 kW (430 PS) bei 5750                       | 340 kW (462 PS) bei 5700                       | 355 kW (482 PS) bei 5700                                   | 390 kW (530 PS) bei 6500                          | 456 kW (620 PS) bei 6500                          | 515 kW (700 PS) bei 7000 |
| Max. Drehmoment bei 1/min:      | 540 Nm bei 4500                                | 620 Nm bei 3500                                | 640 Nm bei 3500–4500                                       | 680 Nm bei 2200–4500                              | 700 Nm bei 2250–5500                              | 750 Nm bei 2500–4500 |
| Verdichtung:                    | 8,0 : 1                                        | 9,4 : 1                                        | 9,4 : 1                                                    | 9,0 : 1                                           | 9,0 : 1                                           | 9,0 : 1 |
| Schmierung:                     | Trockensumpfschmierung                         | Trockensumpfschmierung                         | Trockensumpfschmierung                                     | Trockensumpfschmierung                            | Trockensumpfschmierung                            | Trockensumpfschmierung |
| Kühlung:                        | Luftkühlung                                    | Wasserkühlung                                  | Wasserkühlung                                              | Wasserkühlung                                     | Wasserkühlung                                     | Wasserkühlung |
| Getriebe:                       | mechanisches 6-Gang-Getriebe, Hinterradantrieb | mechanisches 6-Gang-Getriebe, Hinterradantrieb | mechanisches 6-Gang-Getriebe, Hinterradantrieb             | mechanisches 6-Gang-Getriebe, Hinterradantrieb    | mechanisches 6-Gang-Getriebe, Hinterradantrieb    | 7-Gang-Doppelkupplungsgetriebe, Hinterradantrieb |
| Vorderachse:                    | MacPherson-Federbeinachse                      | MacPherson-Federbeinachse                      | MacPherson-Federbeinachse                                  | MacPherson-Federbeinachse                         |                                                   | |
| Hinterachse:                    |                                                |                                                | Mehrlenker-Hinterachse LSA                                 | Mehrlenker-Hinterachse LSA                        |                                                   | |
| Lenkung:                        |                                                |                                                | Servo, hydraulisch, mit variabler Lenkgetriebeübersetzung  |                                                   |                                                   | Servo, elektromechanisch, mit variabler Lenkgetriebeübersetzung und geschwindigkeitsabhängiger Lenkkraftunterstützung                                                                    |
| Wendekreis:                     |                                                | 10,6 m (rechts) / 10,8 m (links)               | 10,9 m                                                     |                                                   |                                                   | |
| Bremsanlage:                    |                                                |                                                | Keramik-Bremsanlage Porsche Ceramic Composite Brake (PCCB) |                                                   |                                                   | PCCB, 6-Kolben-Aluminium-Monobloc-Festsattelbremsen vorn, 4-Kolben-Aluminium-Monobloc-Festsattelbremsen hinten, Keramik-Verbund-Bremsscheiben mit Durchmesser 410 mm vorn, 390 mm hinten |
| Fahrstabilisierungssystem:      |                                                |                                                |                                                            |                                                   | Porsche Stability Management (PSM)                | Porsche Stability Management (PSM) |
| Antiblockiersystem:             |                                                |                                                |                                                            |                                                   | ABS 8.0 (in PSM integriert)                       | |
| Räder:                          | 9 J × 18 (vorne) / 11 J × 18 (hinten)          | 8,5 J × 18 (vorne) / 12 J × 18 (hinten)        | 8,5 J × 18 (vorne) / 12 J × 18 (hinten)                    | 9 J × 19 ET 47 (vorne) / 12 J × 19 ET 48 (hinten) | 9 J × 19 ET 47 (vorne) / 12 J × 19 ET 48 (hinten) | 9,5 J × 20 ET 50 (vorne) / 12,5 J × 21 ET 48 (hinten) |
| Reifen:                         | 235/40 ZR 18 (vorne) / 285/35 ZR 18 (hinten)   | 235/40 ZR 18 (vorne) / 315/30 ZR 18 (hinten)   |                                                            |                                                   | 245/35 ZR 19 (vorne) / 325/30 ZR 19 (hinten)      | 265/35 ZR 20 (vorne) / 325/30 ZR 21 (hinten) |
| Leergewicht (nach DIN):         | 1295 kg                                        | 1440 kg                                        | 1420 kg                                                    | 1445 kg                                           | 1370 kg                                           | 1470 kg |
| Maße L × B × H:                 | 4245 mm × 1853 mm × 1270 mm                    | 4446 mm × 1830 mm × 1275 mm                    | 4446 mm × 1830 mm × 1275 mm                                | 4469 mm × 1852 mm × 1285 mm                       | 4469 mm × 1852 mm × 1285 mm                       | 4549 mm × 1880 mm × 1297 mm |
| Radstand:                       | 2272 mm                                        | 2272 mm                                        | 2355 mm                                                    | 2355 mm                                           | 2350 mm                                           | 2453 mm |
| CO2-Emissionen:                 |                                                |                                                |                                                            | 284 g/km                                          | 284 g/km                                          | 269 g/km |
| Höchstgeschwindigkeit:          | 295 km/h                                       | 315 km/h                                       | 319 km/h                                                   | 330 km/h                                          | 330 km/h                                          | 340 km/h |
| Beschleunigung 0–100 km/h:      | 4,0 Sekunden                                   | 4,1 Sekunden                                   | 4,0 Sekunden                                               | 3,5 Sekunden                                      | 3,5 Sekunden                                      | 2,8 Sekunden |
| Elastizität 80–120 km/h:        |                                                |                                                | 4,0 Sekunden                                               | 1,5 Sekunden                                      |                                                   | |
| Gesamtverbrauch:                |                                                | 12,8 l/100 km                                  | 12,9 l/100 km                                              | 11,9 l/100 km                                     | 11,9 l/100 km                                     | 11,8 l/100 km |
| Grundpreis zur Markteinführung: | 268.000 DM                                     | 339.000 DM                                     |                                                            |                                                   | 237.578 Euro                                      | 285.220 Euro |